# Den glemte befrielse - da russerne tog Bornholm
|  | Denne artikel er oprettet af botten Steenthbot ud fra en ekstern database. Den kan derfor have sproglige fejl eller mangler. Denne skabelon kan fjernes efter kontrol af indholdet. |

Den glemte befrielse - da russerne tog Bornholm er en dansk dokumentarfilm fra 2016 instrueret af Jacob Andersen.

## Handling
Mens resten af Danmark jublede over befrielsen i maj 1945 gik Bornholm nogle dramatiske døgn i møde. Først to dages kraftige bombardementer, og så en besættelse af sovjetrussisk stormtropper. Bornholmerne kunne ikke få oplysninger om deres skæbne, da radioen ikke fortalte om situationen. Der gik næsten et år, før Bornholm endelig kunne fejre, at de fremmede tropper havde forladt øen. Hos dem der oplevede begivenhederne er der fortsat en bitterhed og en følelse af at være blevet svigtet af det øvrige Danmark. Ti Bornholmere fortæller deres egne oplevelser fra tiden 1945-46.